# I-Kiribati
I-Kiribati, maleni mikronezijski narod naseljen na pacifičkoj otočnoj državi Kiribati, na otočju Gilbert, ali i na drugim pacifičkim državicama: Nauru, Fidži, Solomonski Otoci, Tuvalu i Vanuatu. Populacija I-Kiribatija 80-ih godina 20. st. iznosi 67 790 (SIL), odnosno 103 000 (2008). Sami sebe nazivaju I-Kiribati, a svoj jezik kiribati. Kultura je tipična za Oceaniju: pomorstvo, ribolov i proizvodnja kopre. 
U vremenima dok nisu ostvarili svoju nezavisnost povijest otočja puna je ratova i masakara. Ratnik Kiribata bio je naoružan nekom dugom vrstom mača od kokosovog drveta u koje su uglavljeni zubi morskih pasa. Odjeća ratnika sastojala se od hlača i košulje (te tuta) pletenih od vlakana kokosovog oraha i prsluka ili kaputića (te otana) od istog materijala bez rukava i sa straga visokim uzglavljem kako bi se zaštitili vrat i glava. Tu su još pojas (te katibana) ili sušena ražina koža široka 18-25 centimetara koji se nose omotani oko trupa, namijenjena zaštiti od udarca kopljem; kapa za glavu (te baratekora) i kaciga (te barantauti) od kože napuhane bodljikave ribe napuhače.

## Vanjske poveznice
- Gilbertese  Arhivirana inačica izvorne stranice od 16. svibnja 2008. (Wayback Machine)